# Indywidualne Mistrzostwa Polski w Zapasach 1978

## Mistrzostwa Polski w Zapasach1978

### Mężczyźni
- styl wolny

31. Mistrzostwa Polski – 31 marca – 2 kwietnia 1978, Katowice
- styl klasyczny

48. Mistrzostwa Polski – 19–21 maja 1978, Dębica

## Medaliści

### Mężczyźni

#### Styl wolny
| Kategoria:   | Złoto:                            | Srebro:                               | Brąz:                               |
| 48 kg        | Jan Falandys Stal Rzeszów         | Jan Żałobny Budowlani Łódź            | Edward Worek Stal Rzeszów           |
| 52 kg        | Andrzej Kudelski Gwardia Warszawa | Roman Ratayczyk LKS Ceramik Krotoszyn | Tadeusz Kudelski Gwardia Warszawa   |
| 57 kg        | Władysław Stecyk Grunwald Poznań  | Wiesław Kończak Lotnik Wrocław        | Krzysztof Jasiński Gwardia Warszawa |
| 62 kg        | Tadeusz Łuczywo Gwardia Warszawa  | Mirosław Jędrzejczak Boruta Zgierz    | Bogdan Szulc Grunwald Poznań        |
| 68 kg        | Stanisław Chiliński Plon Milicz   | Józef Jamróz Stal Rzeszów             | Paweł Krupiński Budowlani Łódź      |
| 74 kg        | Ryszard Ścigalski Górnik Zabrze   | Piotr Lazar Slavia Ruda Śląska        | Józef Durski Lotnik Wrocław         |
| 82 kg        | Henryk Mazur Gwardia Warszawa     | Leszek Patro Stal Rzeszów             | Jan Górski GKS Tychy                |
| 90 kg        | Michał Busse Budowlani Łódź       | Aleksander Cichoń Stal Rzeszów        | Paweł Gawrysiak Boruta Zgierz       |
| 100 kg       | Tomasz Busse ŁKS Łódź             | Bogdan Naumowicz Lotnik Wrocław       | Jerzy Kachniarz Gwardia Warszawa    |
| ponad 100 kg | Adam Sandurski Stal Rzeszów       | Ryszard Długosz Stal Rzeszów          | Stanisław Makowiecki Stal Rzeszów   |

#### Styl klasyczny
| Kategoria:   | Złoto:                                 | Srebro:                                    | Brąz:                                  |
| 48 kg        | Wiesław Kuciński Wisłoka Stomil Dębica | Roman Kierpacz GKS Katowice                | Leszek Majkowski Legia Warszawa        |
| 52 kg        | Witold Małdachowski GKS Katowice       | Janusz Kosiński Legia Warszawa             | Jerzy Jaroszek Unia Racibórz           |
| 57 kg        | Władysław Pakuszewski Pafawag Wrocław  | Czesław Stanjek Siła Mysłowice             | Piotr Michalik Siła Mysłowice          |
| 62 kg        | Józef Lipień Wisłoka Stomil Dębica     | Ryszard Świerad Wisłoka Stomil Dębica      | Czesław Kowalik GKS Katowice           |
| 68 kg        | Kazimierz Lipień Wisłoka Stomil Dębica | Ryszard Lipski Legia Warszawa              | Jan Merkiel Pogoń Ruda Śląska          |
| 74 kg        | Andrzej Supron GKS Katowice            | Bogusław Zapotoczny Pafawag Wrocław        | Józef Żukowski Unia Racibórz           |
| 82 kg        | Jan Dołgowicz GKS Katowice             | Jan Swół Wisłoka Stomil Dębica             | Jan Szypura Pafawag Wrocław            |
| 90 kg        | Czesław Kwieciński Siła Mysłowice      | Antoni Masternak GKS Katowice              | Roman Wrocławski Wisłoka Stomil Dębica |
| 100 kg       | Henryk Bierła GKS Katowice             | Andrzej Skrzydlewski Wisłoka Stomil Dębica | Bogusław Dąbrowski Zagłębie Wałbrzych  |
| ponad 100 kg | Henryk Tomanek GKS Katowice            | Ryszard Kowalski Wisłoka Stomil Dębica     | Bogusław Marciniak Gwardia Warszawa    |